# Jim Brandenburg (fotograf)
Jim Brandenburg (23. listopadu 1945 – 4. dubna 2025) byl americký environmentalista, fotograf a filmař přírody žijící poblíž Ely v Minnesotě. Jeho kariéra zahrnovala více než 10 let práce jako novinový fotoreportér, více než 30 let jako smluvní fotograf pro National Geographic Society a zakázky od skupin, jako je United States Postal Service, NHK a BBC. Jim Brandenburg byl členem Mezinárodní ligy fotografů ochrany přírody.
Brandenburg zemřel 4. dubna 2025 ve věku 79 let.

## Uznání
V roce 1991 získal Brandenburg cenu Global 500 Environmental World Achievement Award za svou práci s Wolf Ridge Environmental Learning Center, založení neziskové organizace Concerts for the Environment, za spolupráci s Nature Conservancy a další úspěchy. Toto uznání sponzorované Organizací spojených národů mu předal švédský král Karel XVI. Gustav.
V roce 2006 Brandenburgovi udělila Minnesotská univerzita čestný titul doktor humanitních věd.
Čtyři Brandenburgovy snímky byly vybrány pro zařazení do kolekce, která představuje 40 nejvýznamnějších fotografií přírody všech dob. Nominace na Top 40 zahrnují díla 25 fotografů. Vybrané snímky byly: přímorožec v poušti Namib v Namibii v jihozápadní Africe; vlk šedý poblíž BWCAW v Ely v Minnesotě; skákající arktický vlk na ostrově Ellesmere v Kanadě a bizon na zamrzlé krajině ve státním parku Blue Mounds v Luverne v Minnesotě. Vybrali je členové Mezinárodní ligy fotografů ochrany přírody (iLCP).
Brandenburgův snímek skákajícího arktického vlka byl označen za jednu ze 100 nejdůležitějších fotografií v kanadské historii a byl zařazen do knihy 100 Photos that Changed Canada (100 fotografií, které změnily Kanadu).

## Publikace
| Titul                                                     | ISBN               | Datum zveřejnění |
| --------------------------------------------------------- | ------------------ | ---------------- |
| White Wolf: Living With an Arctic Legend                  | ISBN 0-942802-95-0 | 1988             |
| Minnesota: Images of Home                                 | ISBN 9991161295    | 1990             |
| Brother Wolf: A Forgotten Promise                         | ISBN 1-55971-210-4 | 1993             |
| To the Top of the World: Adventures with Arctic Wolves    | ISBN 0-8027-8219-1 | 1993             |
| Sand and Fog: Adventures in Southern Africa               | ISBN 0-8027-7476-8 | 1994             |
| American Safari: Adventures on the North American Prairie | ISBN 0-8027-8319-8 | 1995             |
| Scruffy: A Wolf Finds His Place in the Pack               | ISBN 0-8027-8445-3 | 1996             |
| Chased By The Light: A 90-Day Journey                     | ISBN 1-55971-671-1 | 1998             |
| Looking for the Summer                                    | ISBN 1-55971-838-2 | 2003             |
| Face to Face with Wolves                                  | ISBN 1-4263-0242-8 | 2008             |